# Ramessoum (Lâ-Todin)
Pour les articles homonymes, voir Ramessoum.
Ramessoum est une localité située dans le département de Lâ-Todin de la province du Passoré dans la région Nord au Burkina Faso.

## Santé et éducation
Le centre de soins le plus proche de Ramessoum est le centre de santé et de promotion sociale (CSPS) de Minissia tandis que le centre médical avec antenne chirurgicale (CMA) de la province se trouve à Yako.